# آيت اميزن (واد البور)
آيت اميزن هي إحدى مشيخات المملكة المغربية، تتبع جغرافيا لإقليم شيشاوة وإداريًا لواد البور. يقدر عدد سكانها بـ 2255 نسمة حسب الإحصاء الرسمي للسكان والسكنى لسنة 2004.